# حسين بن محمد البار
حسين بن محمد البار هو شاعر يمني. ولد عام 1918 في قرية القرين بوادي دوعن. تلقى تعليمه الأولي على يد والده، بعد وفاة والده استمر في تثقيف نفسه بالمطالعة. وفي العشرين من عمره انتقل إلى جيبوتي ليعلم الجالية اليمنية هناك علوم الدين واللغة العربية، ثم عاد إلى إلى الوطن واستقر في عدن فترة قصيرة بعدها عاد إلى قريته في حضرموت وتفرغ لكتابة الشعر. انخرط في مجال الصحافة، وكان من اوائل من أسسو العمل الصحفي على مستوى جنوب اليمن في العقد الرابع من القرن الماضي ، مارس المحاماة فترة من عمره. صدرت له ثلاثة دواوين:من أغاني الوادي (صدر 1954)، أصداء (صدر 2004)، الأغاني (صدر 2004). وكتب سيرته الذاتية ابنه عبدالله حسين البار بعنوان (حسين محمد البار)  